# 东饿洛橐吾
东饿洛橐吾（学名：Ligularia tongolensis）为菊科橐吾属下的一个种。

## 扩展阅读
- 維基物種上的相關：东饿洛橐吾